# Veronica Taylor
Veronica Taylor (New York, 4 december 1965) is een Amerikaans stemactrice die zich voornamelijk richt op Engelstalige nasynchronisatie van Japanse animeproducties.
Op haar vijfde begon Taylor met het spelen in toneelstukken op school. Ook tijdens haar jaren op het voortgezet onderwijs bleef ze zich actief bezighouden met theater. Verder is ze geoefend in stemacteren en zang. Haar eerste werkzaamheden in de wereld van de anime had ze te danken aan haar acteerdocent, die haar aanbeval aan de nasynchronisatieregisseur van de productie. Vervolgens werd Taylor ontdekt en ingelijfd door 4Kids Entertainment.
Tot de bekendste personages waarvan zij de stem insprak, kunnen Ash Ketchum en May gerekend worden in de Engelstalige versie van Pokémon, alsook April O'Neil in de tweede Turtles-animatieserie en Nico Robin in 4Kids' nasynchronisatie van One Piece.

## Rollen (selectie)
- Adventures in Voice Acting (documentaire) – Zichzelf
- Dinosaur King (animeserie) – Max Taylor, Aki Taylor, Meena, Dr. Cretacia
- Dissidia: Final Fantasy (computerspel) – Cosmos
- Grave of the Fireflies (animefilm) – Moeder
- Kirby: Right Back at Ya! (animeserie) – Sirica, Lololo, Lalala
- One Piece (animeserie) – Nico Robin, Sanji (als kind), Bellemere
- Pokémon (animeserie) – Ash Ketchum, Delia (Ash zijn moeder), Gary Oaks cheerleaders, Diglett, May
- Shaman King (animeserie) – Tamao Tamamura
- Sonic X (animeserie) – Galaxina
- Teenage Mutant Ninja Turtles (animatieserie) – April O'Neil
- Tekken 6 (computerspel) – Leo Kliesen
- To Heart (anime) – Aoi Matsubara
- Turtles Forever (animatiefilm) – April O'Neil
- Yu-Gi-Oh! (anime) - Kenta, Chris, Weevil Underwood (Battle City arc)
- Yu-Gi-Oh! GX (anime) – Fonda Fontaine, Dorothy, Crystal Beast Amethyst Cat, Dark Scorpion - Maenae the Thorn, Princess Rose
- Yu-Gi-Oh! 5D's (anime) - Carly Carmine, Haruka, Martha, Ancient Fairy Dragon